# Parodon
Parodon is een geslacht van straalvinnige vissen uit de familie van de rotszalmen (Parodontidae).

## Soorten
- Parodon alfonsoi Londoño-Burbano, Román-Valencia & Taphorn, 2011
- Parodon apolinari Myers, 1930
- Parodon atratoensis Londoño-Burbano, Román-Valencia & Taphorn, 2011
- Parodon bifasciatus Eigenmann, 1912
- Parodon buckleyi Boulenger, 1887
- Parodon caliensis Boulenger, 1895
- Parodon carrikeri Fowler, 1940
- Parodon guyanensis Géry, 1959
- Parodon hilarii Reinhardt, 1867
- Parodon magdalenensis Londoño-Burbano, Román-Valencia & Taphorn, 2011
- Parodon moreirai Ingenito & Buckup, 2005
- Parodon nasus Kner, 1859
- Parodon pongoensis (Allen, 1942)
- Parodon suborbitalis Valenciennes, 1850